# Cyrenoberotha penai
Cyrenoberotha penai is een insect uit de familie van de Berothidae, die tot de orde netvleugeligen (Neuroptera) behoort. 
Cyrenoberotha penai is voor het eerst wetenschappelijk beschreven door MacLeod & Adams in 1968.